# Cycas collina
Cycas collina är en kärlväxtart som beskrevs av K.D. Hill, T.H. Nguyen och K.L. Phan. Cycas collina ingår i släktet Cycas, och familjen Cycadaceae. IUCN kategoriserar arten globalt som sårbar. Inga underarter finns listade i Catalogue of Life.